# 3544 Borodino
3544 Borodino (začasna oznaka: 1977 RD4) je kamnit asteroid iz notranjih predelov asteroidnega pasu s premerom približno 9 km. 7. septembra 1977 ga je odkril sovjetski astronom Nikolaj Stepanovič Černih na Krimskem astrofizikalnem observatoriju v Naučniju na polotoku Krim. Verjetno je podolgovati asteroid tipa S. Njegovo rotacijsko obdobje znaša 5,44 ure. Ime je dobil po ruski vasi Borodino, kjer je potekala bitka pri Borodinu. 

## Orbita in klasifikacija
Borodino je nedružinski asteroid iz populacije ozadja glavnega pasu. Okoli Sonca kroži v notranjem asteroidnem pasu na razdalji 1,9–2,9 AU enkrat na 3 leta in 9 mesecev (1359 dni; velika pol os 2,4 AU). Njegova orbita ima ekscentričnost 0,22 in nagnjenost 9 ° glede na ekliptiko. Asteroid so prvič opazili kot 1936 QJ1 v observatoriju Johannesburg avgusta 1936. Opazovalni lok telesa se je začel z njegovimi opazovanji kot 1943 GM v observatoriju Turku aprila 1943 ali več kot 34 let pred uradnim odkritjem v Nauchniju. 

## Poimenovanje
Ta manjši planet je dobil ime po ruski vasi Borodino v bližini Moskve, kjer je septembra 1812 med Napoleonovimi vojnami potekala bitka pri Borodinu. Uradno navedbo poimenovanja je objavil Center manjših planetov 10. novembra 1992 (M.P.C. 21130). 

## Fizične lastnosti
Borodino je domnevno kamnit asteroid tipa S, ki se ujema z izmerjenim albedom, ki ga je izmeril teleskop Wide-field Infrared Survey Explorer (WISE).

### Rotacijska doba
S fotometrijo je bilo od leta 2007 pridobljenih več rotacijskih svetlobnih krivulj asteroida. Najbolje ocenjena svetlobna krivulja avstralskega amaterskega astronoma Davida Higginsa z observatorija Hunters Hill je podala rotacijsko obdobje 5,442 ure s svetlobno variacijo magnitude (U=3). Druga opazovanja francoskega amaterskega astronoma Patricka Mazela, astronomov s teksaške univerze A&amp;M z uporabo teleskopov SARA konzorcija Southeastern Association for Research and Astronomy in astronomov z observatorija Southern Sky v Oakleyju v Avstraliji so dala obdobje 5,435, 5,437 in 5,44 ure z amplitudo 0,74, 0,65 oziroma 0,63 magnitude ( U=n.a./3/2+ ). Visoka amplituda svetlosti kaže na nesferično obliko.

### Poli
Dve leta 2016 objavljeni svetlobni krivulji sta z uporabo modeliranih fotometričnih podatkov baze podatkov Lowell Photometric Database (LPD) in drugih virov, dali sidersko dobo 5,43459±0,00001 oziroma 5,43460±0,00005 ur. Vsaka izmed modeliranih svetlobnih krivulj je določila tudi dve vrtilni osi (104°, −57°) in (267°, −53°), kot tudi (294°, −60°) in (157°, −57°) v ekliptičnih koordinatah (λ, β).  

### Premer in albedo
Po raziskavah japonskega satelita Akari in misije NEOWISE Nasinega teleskopa WISE, Borodino v premeru meri med 6,11 in 8,688 kilometra, albedo površine pa med 0,2361 in 0,474. Collaborative Asteroid Lightcurve Link predpostavlja albedo 0,20 in izračunan premer 9,84 kilometra na podlagi absolutne magnitude 12,4. 